# Аян Садаков
Аян Садаков (болг. Аян Садъков, 26 вересня 1961, Пловдив — 1 липня 2017, Пловдив) — болгарський футболіст, що грав на позиції півзахисника. По завершенні ігрової кар'єри — тренер. Мав турецьке походження. У період проведення політики болгаризації в НРБ у 1970-х та 1980-х роках був змушений змінити ім'я і прізвище на Аньо Садков (болг. Аньо Садков).
Виступав, зокрема, за пловдивський «Локомотив», а також національну збірну Болгарії.

## Клубна кар'єра
У дорослому футболі дебютував 1978 року виступами за команду клубу «Локомотив» (Пловдив), в якій провів одинадцять сезонів, взявши участь у 320 матчах чемпіонату.  Більшість часу, проведеного у складі пловдивського «Локомотива», був основним гравцем команди. У складі пловдивського «Локомотива» був одним з головних бомбардирів команди, маючи середню результативність на рівні 0,35 голу за гру першості.
З 1989 року протягом двох років грав за кордоном, захищаючи кольори португальського «Белененсеша», після чого повернувся до  «Локомотива» (Пловдив), де відіграв ще два сезони.
Завершив професійну ігрову кар'єру в іншому пловдивському клубі, «Ботеві», за команду якого виступав протягом 1994—1996 років.

## Виступи за збірну
1981 року дебютував в офіційних матчах у складі національної збірної Болгарії. Протягом кар'єри у національній команді, яка тривала 11 років, провів у формі головної команди країни 71 матч, забивши 9 голів.
У складі збірної був учасником чемпіонату світу 1986 року у Мексиці. Під час мундіалю взяв участь в усіх трьох матчах групового етапу, а також програній грі 1/8 фіналу проти господарів фінального турніру.

## Подальше життя і смерть
Після завершення ігрової кар'єри працював тренером. Зокрема протягом 2006–2007 та 2008–2009 років був головним тренером команди рідного пловдивського «Локомотива». 
У першій половині 2010-х років працював на різних посадах у тренерських штабах юнацької та молодіжної збірних Болгарії.
Протягом останніх років життя хворів на бічний аміотрофічний склероз. Помер 1 липня 2017 року на 56-му році життя у лікарні Пловдива, куди був доправлений днем раніше через проблеми з диханням.